# Lejaren Hiller
Lejaren Arthur Hiller (ur. 23 lutego 1924 w Nowym Jorku, zm. 26 stycznia 1994 w Buffalo) – amerykański kompozytor, pedagog muzyczny, chemik.

## Życiorys
W młodości uczył się gry na fortepianie, oboju, klarnecie i saksofonie; już wtedy zaczął komponować. Studiował chemię na Uniwersytecie w Princeton, gdzie w 1947 obronił pracę doktorską. Studiował tam też kompozycję i teorię muzyki u Rogera Sessionsa i Miltona Babbitta.
W latach 1947–1952 prowadził prace badawcze w dziedzinie chemii; wynalazł m.in. metodę barwienia włókien akrylowych. W 1952 przeniósł się na Uniwersytet Illinois w Urbanie i Champaign, gdzie podjął pracę wykładowcy na wydziale chemii, zajmował się też komputerami. Równocześnie studiował tam teorię muzyki i kompozycję u Huberta Kesslera, uzyskując w 1958 tytuł Master of Music.
W tym samym roku został wykładowcą kompozycji w School of Music przy Uniwersytecie Illinois (od 1966 jako profesor). Również w 1958 utworzył przy tym uniwersytecie Experimental Music Studio, którym kierował przez 10 lat. Studio to stało się jednym z najważniejszych ośrodków muzyki elektronicznej na świecie. Rozwinął współpracę badawczą w dziedzinie elektroniki, komputerów i akustyki z wydziałem inżynierii elektronicznej. Stosował maszyny cyfrowe i logikę matematyczną w procesie komponowania, syntezy dźwięku, analizy i druku.
W 1968 objął katedrę kompozycji na Uniwersytecie Stanu Nowy Jork w Buffalo i dołączył do komitetu doradczego Center of the Creative and Performing Arts, w którego skład wchodzili Lukas Foss, Morton Feldman i Allen Sapp; od 1974 był dyrektorem tego Centrum.
Wykładał gościnnie w wielu ośrodkach uniwersyteckich w USA oraz w Brazylii, a także w Europie, m.in. w Pampelunie, Rzymie, Berlinie, Darmstadcie, na Malcie. W latach 1973–1974 przebywał w Warszawie, w ramach programu Fulbrighta. Wygłosił wówczas cykl wykładów w PWSM i zrealizował taśmę do A Portfolio na zamówienie Polskiego Radia.

## Twórczość
W wyniku eksperymentów przeprowadzanych od połowy lat 50. w Experimental Music Studio, powstał – przy współpracy Leonarda M. Isaacsona – pierwszy w skali światowej utwór muzyczny stworzony przy użyciu komputerów, zatytułowany Illiac Suite (1957), później przemianowany na IV Kwartet smyczkowy. Składał się on z czterech części, z których każda dotyczyła innej techniki kompozytorskiej realizowanej przez komputer. I tak część I dotyczyła techniki polifonicznej, II – kontrapunktu ścisłego, III – technik współczesnych, w tym serializmu, zaś IV była studium muzyki stochastycznej. Cały proces tworzenia tego utworu został opisany w publikacji Experimental Music.
Następne „komputerowe” utwory Hillera, jak np. skomponowana wspólnie z Robertem A. Bakerem Computer Cantata (1968) czy cykl Algorytmów (1968–1984), były tworzone wg programu głównego (wspólnego dla wszystkich rodzajów kompozycji) oraz wchodzących w jego skład podprogramów (uwzględniających różnorodność stylu i struktury każdego utworu) będących polem dla indywidualności twórczej kompozytora.
W latach 1967–1969 współpracował z Johnem Cage’em przy jednym z jego bardziej znanych utworów HPSCHD na od 1 do 51 wygenerowanych komputerowo taśm i od 1 do 7 klawesynów, na których grający na żywo soliści wykonywali przypadkowo wybrane fragmenty utworów Mozarta, Beethovena, Chopina, Schumanna, Gottschalka, Busoniego i Schönberga.
Obok utworów generowanych komputerowo i elektroakustycznych komponował utwory orkiestrowe, kameralne, fortepianowe oraz wokalne, a także utwory sceniczne i multimedialne, muzykę teatralna, filmową i telewizyjną. Był też autorem wielu publikacji na temat eksperymentalnej muzyki komputerowej.

## Wybrane kompozycje
(na podstawie materiałów źródłowych)

### Utwory sceniczne
- Blue is the Antecedent of It, elektroniczna fantazja teatralna; sł. Jack Leckel (1959)
- Cuthbert Bound dla 4 aktorów i na taśmę; sł. Christopher Newton (1960)
- A Triptych for Hieronymus dla aktorów, tancerzy, na orkiestrę, taśmę, przeźrocza i film; sł. Webster Smalley (1966)
- An Avalanche dla prezentera, primadonny, pianisty, perkusisty i na taśmę; sł. Frank Perman (1968); wyk. polskie „Warszawska Jesień” 1973
- 3 Rituals na 2 lub 4 perkusje, film i światła (1969)
- Rage Over the Lost Beethoven, na podst. VI Sonaty fortepianowej; sł. Frank Parman (1972)

### Utwory orkiestrowe
- trio fortepianowe (1947)
- koncert fortepianowy (1949)
- suita na małą orkiestrę (1951)
- 3 symfonie (1953, 1960, 1989)
- Divertimento na 11 instrumentów (1959)
- Time of the Heathen, suita na orkiestrę kameralną (1961)
- A Preview of Coming Attractions (1975)

### Utwory kameralne
- 3 sonaty na skrzypce i fortepian (1949, 1955, 1970)
- I Kwartet smyczkowy (1949)
- II Kwartet smyczkowy (1951)
- III Kwartet smyczkowy (1953)
- IV Kwartet smyczkowy „Illiac Suite”, wspólnie z Leonardem M. Isaacsonem (1957)
- V Kwartet smyczkowy „In Quarter-Tones” (1962)
- VI Kwartet smyczkowy (1972)
- Persiflage na flet, obój i perkusję (1977)
- Diabelskie skrzypce na instrumenty smyczkowe i klawesyn (1978)
- VII Kwartet smyczkowy (1979)
- Possum Hound, menuet i trio dla 6 wykonawców (1980); prawykonanie „Warszawska Jesień” 1980
- Tetrahedron na klawesyn (1982)
- Fast and Slow na kwartet saksofonowy (1984)
- The Fox Trots Again dla 8 wykonawców (1985)
- Expo ’85 na syntezatory (1985)
- Metaphors na 4 gitary (1986)

### Utwory fortepianowe
- 6 sonat (1946, 1947, 1950, 1950, 1961, 1972)
- 7 Artifacts (1948, zrewid. 1973 i 1984)
- Children’s Suite (1949)
- Fantasy na 3 fortepiany (1951)
- 12-Tone Variations (1954)
- 2 Theater Pieces (1956)
- Scherzo (1958)
- A Cenotaph na 2 fortepiany (1971)
- Staircase Tango (1984)

### Utwory na taśmę
- Nightmare Music (1961)
- 7 Electronic Studies, wspólnie z R.A. Bakerem (1963); suita VII „Peroration” wyk. polskie „Warszawska Jesień” 1963
- Electronic Sonata (1976)
- Midnight Carnival na otoczenie wielkomiejskie (1976)
- 3 Compositions (1983)

### Utwory na instrumenty i taśmę
- Amplification na taśmę i orkiestrę jazzową (1962)
- Machine Music na fortepian, perkusję i taśmę (1964); wyk. polskie „Warszawska Jesień” 1981
- Suite na 2 fortepiany i taśmę (1966)
- Primarily Act Three na zespół instrumentalny i taśmę (1966); wyk. polskie „Warszawska Jesień” 1966
- 3 Algorytmy na 9 instrumentów i taśmę:
  - Algorithms I (1968)
  - Algorithms II wspólnie z Ravi Kumrą (1972); wyk. polskie „Warszawska Jesień” 1985
  - Algorithms III (1984)
- HPSCHD na 1-7 klawesynów i 1-51 taśm, wspólnie z Johnem Cage’em (1969)
- A Portfolio na różnych wykonawców i taśmę (1974); wyk. polskie „Warszawska Jesień” 1975
- Malta na tubę i taśmę (1975); wyk. polskie „Warszawska Jesień” 1979
- Quadrilateral na fortepian i taśmę (1981)

### Utwory wokalne
- Wordless Chorus (1940)
- Jesse James na 4 głosy solowe i fortepian; sł. W.R. Benét (1950)
- 5 Appalachian Ballads na głos, gitarę lub klawesyn (1958)
- Spoon River, Illinois dla 2 narratorów i na 6 instrumentów; sł. E.L. Masters (1962)
- Computer Cantata na sopran, flet, klarnet basowy, trąbkę, róg, skrzypce, altówkę, gitarę, perkusję, theremin lub fale Martenota i taśmę, wspólnie z R.A. Bakerem (1963)